# 诺丁山
諾丁丘（英語：Notting Hill），或譯諾丁山，是英国伦敦西区地名，靠近海德公园西北角，这是一个世界各地居民混居区域，以一年一度的嘉年华会著称。

## 社會事件
1976年，首度以加勒比文化主導的諾丁山嘉年華會演變成為暴動，導致一人死亡。在其後數年，嘉年華會都演變成為暴動。事後英國警方檢討事件，認為可以在人群控制方面做得更好，以減少嘉年華會參加者與警方的對立。這事件後來成為了群眾心理學的經典案例。

## 影視文化
1999年的电影即表现该区的场景。

## 參看
- 諾丁山嘉年華會
- 倫敦地鐵諾丁丘大門站